# Ruth George
Ruth Stephanie Nicole George (née le 27 novembre 1969) est une femme politique du parti travailliste britannique, qui est députée pour High Peak de 2017 à 2019 et est maintenant conseiller local à Whaley Bridge, dans le Derbyshire.

## Jeunesse et carrière professionnelle
George grandit dans le Somerset et fréquente le pensionnat indépendant de Millfield avant de partir étudier la politique et l'histoire moderne à l'Université de Manchester.
Elle suit une formation de comptable fiscaliste et, dans la vingtaine, aide à fonder une entreprise de comptabilité à Chapel-en-le-Frith,. Avant de devenir députée, George travaille au bureau central de l'Union des travailleurs des ateliers, de la distribution et des assimilés (USDAW) à Manchester.

## Carrière parlementaire
Le 1er mai 2017, George est sélectionnée comme candidate du Parti travailliste dans la circonscription de High Peak dans le Derbyshire. Le siège est détenu par le député conservateur Andrew Bingham depuis 2010 et réélu avec une majorité de 4894 voix aux élections générales de 2015. C'était auparavant un siège travailliste de 1997 à 2010.
George s'est déjà présentée comme candidate travailliste aux élections du conseil du comté de Derbyshire en 2017 et, le 4 mai, elle arrive troisième dans le quartier de Whaley Bridge. Aux élections générales, tenues le 8 juin, elle bat Bingham avec un swing de 7%, et une majorité de 2 322 voix pour les travaillistes,.
En janvier 2019, George vote contre l'accord de retrait du Brexit.
Le 27 mars 2019, son projet de loi proposé dans le cadre de la procédure des dix minutes appelant à l'interdiction des lanternes célestes, après quelques incendies majeurs, est adopté.
Après un peu plus de deux ans en poste, elle est battue par le conservateur Robert Largan aux élections générales de 2019.
En février 2020, George est élue pour le parti travailliste au conseil du comté de Derbyshire pour Whaley Bridge lors d'une élection partielle. Elle remporte une élection contre l'ancienne députée Edwina Currie lors de l'élection du conseil du comté de Derbyshire en 2021.